# Mamadou Sylla Diallo
Mamadou Sylla Diallo (Kédougou, 20 maart 1994) is een Senegalees profvoetballer die bij voorkeur als aanvaller speelt. Sinds oktober 2020 komt hij uit voor Girona FC.

## Biografie
Sylla Diallo verhuisde in 2004 naar Spanje. Via EC Granollers, FC Barcelona en CE Mataro belandde hij in 2012 bij RCD Espanyol, waar hij in 2013 zijn professioneel debuut maakte in het B-elftal. Na een uitleenbeurt aan Racing Santander in 2015 stroomde hij datzelfde jaar nog door naar het eerste elftal van Espanyol, waar hij veertien wedstrijden speelde.
In het seizoen 2016/17 werd hij uitgeleend aan het Belgische KAS Eupen. Sylla deed het daar met twaalf competitiedoelpunten meer dan behoorlijk. Eupen nam hem na dat seizoen definitief over van Espanyol, om hem vervolgens meteen aan KAA Gent te verkopen. De transfersom bedroeg 3,8 miljoen euro, een toenmalig recordbedrag voor Gent. Hij tekende bij Gent een contract voor vier seizoenen. Sylla maakte meteen indruk bij zijn nieuwe club: zo bleek hij bij zijn medische testen de snelste speler te zijn die ooit bij Gent getest was. De Senegalees kon de hoge verwachtingen bij de Buffalo's echter niet inlossen: hij maakte zijn eerste seizoen slechts twee doelpunten voor Gent, waarvan slechts één in de competitie. In augustus 2018 maakte KAA Gent bekend dat Sylla tijdens het seizoen 2018/19 verhuurd zou worden aan Zulte Waregem. Zulte Waregem bedong ook een aankoopoptie. De uitleenbeurt werd echter geen succes, en tijdens de winterstop werd de uitleenbeurt dan ook al stopgezet. Kort daarna raakte bekend dat Sylla voor de rest van het seizoen zou worden uitgeleend aan Sint-Truidense VV. Bij de start van het daaropvolgende seizoen keerde hij terug naar KAA Gent. In januari 2020 werd hij door KAA Gent voor de rest van het seizoen uitgeleend aan FK Orenburg.
In oktober 2020 keerde Sylla terug naar Spanje. Hij tekende een contract voor twee seizoenen bij de Spaanse tweedeklasser Girona FC.

## Statistieken
| Seizoen         | Club            | Land             | Competitie         | Competitie | Competitie | Beker | Beker | Andere | Andere | Internationaal | Internationaal | Totaal | Totaal |
| Seizoen         | Club            | Land             | Competitie         | Wed.       | Dlp.       | Wed.  | Dlp.  | Wed.   | Dlp.   | Wed.           | Dlp.           | Wed.   | Dlp.   |
| --------------- | --------------- | ---------------- | ------------------ | ---------- | ---------- | ----- | ----- | ------ | ------ | -------------- | -------------- | ------ | ------ |
| 2012/13         | RCD Espanyol B  | Vlag van Spanje  | Segunda División B | 1          | 0          | 0     | 0     | 0      | 0      | 0              | 0              | 1      | 0      |
| 2013/14         | RCD Espanyol B  | Vlag van Spanje  | Segunda División B | 33         | 6          | 0     | 0     | 0      | 0      | 0              | 0              | 33     | 6      |
| 2014/15         | RCD Espanyol B  | Vlag van Spanje  | Segunda División B | 30         | 9          | 0     | 0     | 0      | 0      | 0              | 0              | 30     | 9      |
| 2014/15         | → RRC Santander | Vlag van Spanje  | Segunda División   | 11         | 3          | 0     | 0     | 0      | 0      | 0              | 0              | 11     | 3      |
| 2015/16         | RCD Espanyol    | Vlag van Spanje  | Primera División   | 14         | 0          | 3     | 1     | 0      | 0      | 0              | 0              | 17     | 1      |
| 2016/17         | → KAS Eupen     | Vlag van België  | Jupiler Pro League | 35         | 12         | 4     | 1     | 0      | 0      | 0              | 0              | 39     | 13     |
| 2017/18         | KAA Gent        | Vlag van België  | Jupiler Pro League | 28         | 1          | 2     | 1     | 0      | 0      | 2              | 0              | 32     | 2      |
| 2018/19         | → Zulte Waregem | Vlag van België  | Jupiler Pro League | 14         | 1          | 2     | 0     | 0      | 0      | 0              | 0              | 16     | 1      |
| 2018/19         | → STVV          | Vlag van België  | Jupiler Pro League | 13         | 4          | 0     | 0     | 0      | 0      | 0              | 0              | 13     | 4      |
| 2019/20         | KAA Gent        | Vlag van België  | Jupiler Pro League | 1          | 0          | 1     | 0     | 0      | 0      | 1              | 0              | 3      | 0      |
| 2019/20         | → FK Orenburg   | Vlag van Rusland | Premjer-Liga       | 5          | 0          | 0     | 0     | 0      | 0      | 0              | 0              | 5      | 0      |
| 2020/21         | Girona FC       | Vlag van Spanje  | Segunda División A | 5          | 1          | 0     | 0     | 0      | 0      | 0              | 0              | 5      | 1      |
| Carrière totaal | Carrière totaal | Carrière totaal  | Carrière totaal    | 190        | 37         | 12    | 3     | 0      | 0      | 3              | 0              | 205    | 40     |

Bijgewerkt tot en met 28 oktober 2020.